# João Manuel Pereira da Silva
João Manuel Pereira da Silva (Nova Iguaçú, 30 d'agost de 1817 — París, 14 de juny de 1898) va ser un novel·lista, historiador, crític literari, biògraf, poeta, traductor, periodista, advocat, i polític brasiler.
Era fill del comerciant portuguès Miguel Joaquim Pereira da Silva i de Joaquina Rosa de Jesus. Va ser diputat general i senador del Brasil de 1888 a 1889, i membre fundador de l'Acadèmia Brasilera de Lletres. És considerat un dels fundadors del Romanticisme a Brasil, amb obres com Uma paixão de artista de 1838. Gran part de la seva obra està dedicada a la historia i a la crítica literària. D'entre aquestes obres destaquen els dos volums de Parnaso brasileiro (1843-1848), i posteriorment, entre moltes altres, Nacionalidade da língua e literatura de Portugal e do Brasil (1884).

## Obres
Narració
- Uma paixão de artista, 1838
- Religião, amor e pátria, 1839
- Aspásia, (s.d.)

Crònica
- Jerônimo Corte-Real, 1840
- Manuel de Moraes, Chronica do Seculo XVII 1866[3]

Antologies
- Parnaso brasileiro, 2 vol., 1843-1848
- Obras literárias e políticas, 2 vol., 1862
- História da fundação do Império, 7 vol., 1864-1868
- Segundo período do Reinado de D. Pedro I no Brasil, 1871
- História do Brasil de 1831 a 1840, 1879
- Nacionalidade da língua e literatura de Portugal e do Brasil, 1884
- Memórias do meu tempo, 1897[4]

Biografies
- Varões ilustres do Brasil durante os tempos coloniais, 1858
- Plutarco brasileiro, 2 vol., 1847

Contes
- O aniversário de D. Manuel em 1828, 1839
- Felinto Elísio e sua época, 1891

Altres
- Christovam Colombo e o descobrimento da America[5]